# Pi puppides
Les Pi puppides sont une pluie d'étoiles filantes associée à la comète périodique 26P/Grigg-Skjellerup.

## Observation
La pluie de météores est visible aux environs du 23 avril mais seulement les années voisines de la date du passage au périhélie de la comète parente, la dernière étant en 2003. Cependant, comme la planète Jupiter a depuis repoussé le périhélie de la comète au-delà de l'orbite terrestre, l'intensité de la pluie peut être modifiée.
Les Pi puppides tirent leur nom du fait que leur radiant se situe dans la constellation de la Poupe, à une ascension droite d'environ 112 degrés et une déclinaison de −45 degrés. Ceci ne la rend visible qu'aux observateurs du ciel austral.
Elles furent découvertes en 1972 et ont été observées tous les 5 ans environ — à chaque passage au périhélie de la comète — mais souvent avec une faible intensité.